# Барановский, Василий Васильевич
Васи́лий Васи́льевич Барано́вский (21 декабря 1919, Новокиевка — 1 декабря 2004, Симферополь) — советский хозяйственный, государственный и политический деятель.

## Биография
Родился 21 декабря 1919 году в селе Новокиевка. В 1938 году окончил Симферопольский автодорожный техникум. Член КПСС.
С 1938 года — на хозяйственной, общественной и политической работе. В 1938—1996 годах — инженер-строитель транспортных путей на Дальнем Востоке. В 1941—1946 годах — в Советской Армии, участник Великой Отечественной войны, советско-японской войны. Служил в 113-й стрелковой бригаде и 97-й стрелковой бригаде, старший лейтенант технической службы. Награждён Орденом Славы III степени.
В 1946—1950 годах производитель работ, начальник строительства автострады Симферополь — Москва, начальник строительства Крымской астрофизической обсерватории АН СССР.
В 1958 году окончил Высшую школу профсоюзного движения в Москве. Член КПСС.
В 1950—1956 годах — заведующий отделом труда и зарплаты ЦК профсоюза строителей СССР. В 1956—1959 годах — главный технолог и начальник отдела Главного управления по строительству в Москве. В 1959—1960 годах заведующий производственным отделом ЦК профсоюза строителей СССР. В 1963—1970 годах председатель Крымского областного совета профсоюзов. В 1970—1982 годах заместитель председателя Крымского облисполкома. С марта 1987 по июнь 1992 года председатель Крымского совета ветеранов войны, труда и военной службы.
Делегат XXIII съезда КПСС. 13 раз был избирался депутатом Крымского областного совета. Участвовал в разработке III раздела («Гражданское общество и государство») проекта Конституции Крымской АССР.
Избирался народным депутатом СССР в 1989—1991 годах. Почётный крымчанин (1999) 26 ноября 1999 года № 818-2/99. Умер в Симферополе 1 декабря 2004 года.

## Награды
- орден Славы III степени (25.09.1945)[2]
- орден Отечественной войны II степени (1985)
- орден Дружбы народов
- два ордена Трудового Красного Знамени
- орден «Знак Почета»
- орден «За заслуги» III степени (Украина)
- медали
- звание Почётный крымчанин (26.11.1999)[1].